# 134-й Нью-Йоркский пехотный полк
134-й Нью-Йоркский пехотный полк (134th New York Volunteer Infantry Regiment) — представлял собой один из пехотных полков армии Союза во время Гражданской войны в США. Полк был сформирован в конце 1862 года, сражался на востоке страны и участвовал в сражении под Геттисбергом, затем был переведён в Теннесси, участвовал в битве за Атланту и Каролинской кампании генерала Шермана.

## Формирование
9 июля 1862 года Джордж Дэнфорт был уполномочен набрать полк в округах Делавэр, Скенектади и Скохари. Полк был сформирован в Скохари и 22 сентября 1862 года был принят на службу в армию США как добровольческий со сроком службы в 3 года. 25 сентября 1862 года полк покинул штат, 2 октября прибыл в расположение действующей армии у Фэирфакс-Кортхаус и был включён во 2-ю бригаду (генерала Башбека) 2-й дивизии XI корпуса Потомакской армии. 8 октября командиром полка стал Чарльз Костер, переведённый из 12-го пехотного полка регулярной армии.

## Боевой путь

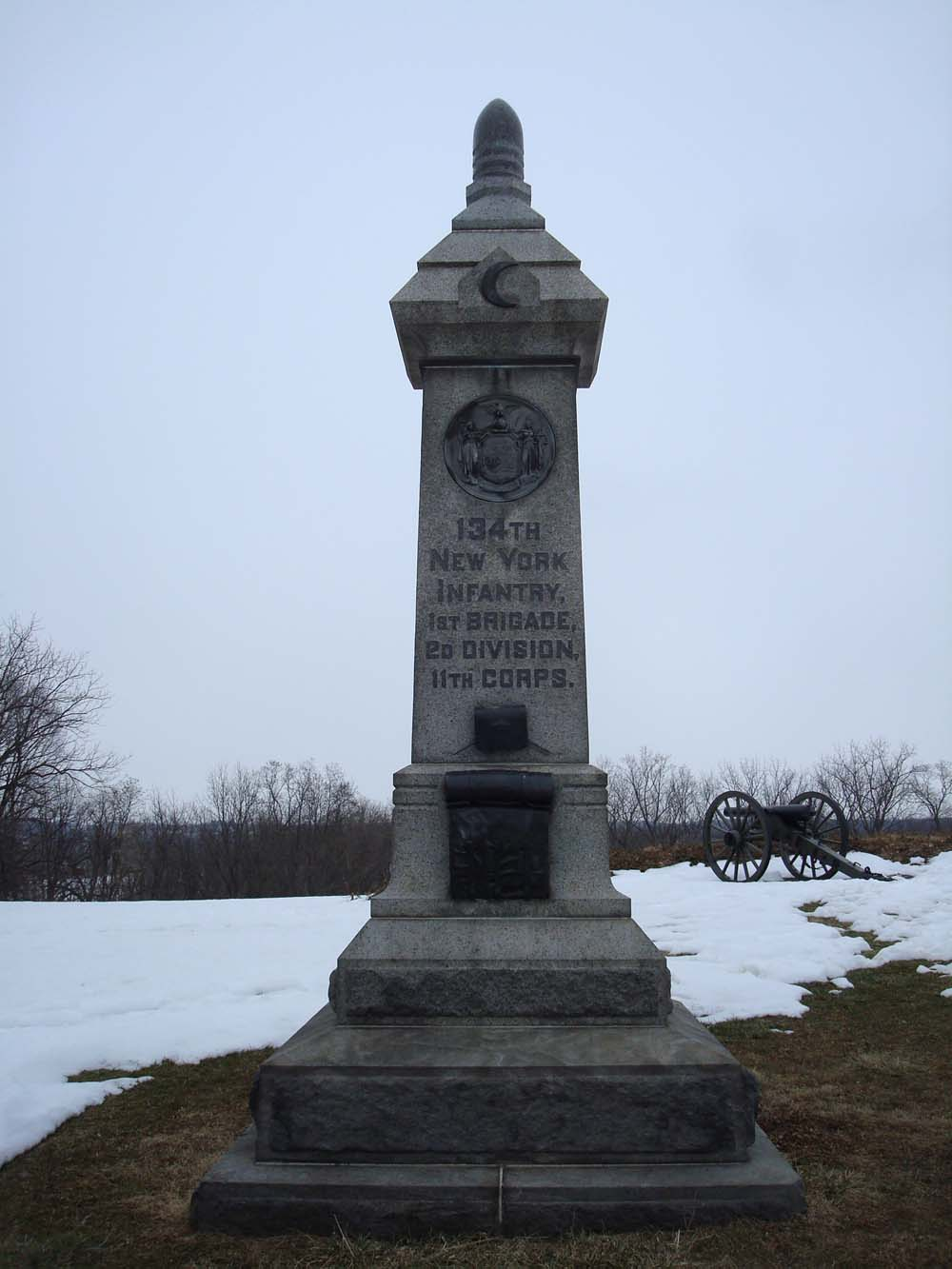
Памятник 134-му нью-йоркскому под Геттисбергом

В декабре 1863 года полк был направлен на усиление армии генерала Бернсайда, однако не принимал участия в сражении при Фредериксберге.